# Nicolas Dikoumé
Nicolas Dikoumé est un ancien footballeur camerounais né le 21 novembre 1973 à Yaoundé. Il évoluait au poste d'attaquant.

## Biographie
Nicolas Dikoumé reçoit 10 sélections en équipe du Cameroun, inscrivant deux buts, entre 1994 et 1995.
En 1996, il participe avec le Cameroun à la Coupe d'Afrique des nations.
En 2005, après deux saisons à Chypre et sept saisons en Grèce, il retourne dans son club d'origine, le Canon de Yaoundé.
Le bilan de sa carrière dans les championnats grecs et chypriotes s'élève à 207 matchs joués, pour 38 buts marqués. Il réalise sa meilleure performance lors de la saison 1996-1997, où il inscrit 10 buts en première division grecque.

## Palmarès
- Champion du Cameroun en 1995 avec le Canon Yaoundé